# Accidente nuclear del reactor RA-2
El accidente nuclear del reactor RA-2 acontecido en Argentina el viernes 23 de septiembre de 1983, se refiere a una grave falla humana de operación que desencadenó una excursión de potencia en el reactor de investigación denominado RA-2, el cual se encontraba emplazado en el Centro Atómico Constituyentes, una dependencia de la Comisión Nacional de Energía Atómica (CNEA) ubicada en el partido de General San Martín al 1400 de la Avenida General Paz, límite entre dicha jurisdicción y la Ciudad de Buenos Aires. Hasta el momento, éste ha sido el accidente de mayor gravedad en la historia del desarrollo nuclear argentino, con consecuencias letales para Osvaldo Rogulich, el técnico a cargo de los ensayos. Además, otras 17 personas sufrieron diferentes niveles de radiación dependiendo de la distancia al accidente. Fueron monitoreados médicamente y no sufrieron consecuencias en años posteriores.

## Descripción del reactor
El FMR o RA-2 era una instalación crítica basada en un reactor tipo tanque, el cual operaba a 0,1 watt de potencia. Una instalación crítica es básicamente un reactor de potencia cero, habitualmente utilizado para entrenamiento o para ensayar diseños de nuevos reactores de investigación. Este conjunto estuvo en operación desde 1966 y fue usado para llevar a cabo experimentos con varias configuraciones de núcleo. En esos procedimientos la configuración podía ser reubicada y/o modificada.
El núcleo del RA-2 tiene una sección de 305 × 380 mm y un largo útil de 655 mm. En dicho espacio se introducen diferentes configuraciones de elementos combustibles tipo MTR de uranio enriquecido al 90%, dispuesto en 19 placas de uranio para los elementos estándar, y 15 placas de uranio intercaladas con 2 de cadmio para los elementos de control, ambos encapsulados en aleación de aluminio. La potencia del reactor se controla mediante 4 barras de control de cadmio revestidas en acero inoxidable. Rodeando el alojamiento del combustible dispone de un reflector de grafito de unos 75 mm de espesor. El tanque del reactor se llena completamente con agua ligera desmineralizada, que actúa como refrigerante y moderador. La refrigeración se realiza por convección y circulación natural del agua dentro del núcleo del reactor.
El RA-2 alcanzó el estado crítico por primera vez en julio de 1966. La CNEA diseñó y construyó esta instalación en el Centro Atómico Constituyentes (CAC) con el objetivo de estudiar y experimentar las configuraciones del núcleo del reactor de investigación RA-3 emplazado en el Centro Atómico Ezeiza (CAE), el cual estaba destinado a la producción de radioisótopos y aún hoy continúa en servicio. El 17 de mayo de 1967 alcanzó la criticidad un símil del núcleo de este reactor en el RA-2, con el objetivo de verificar la configuración de elementos combustibles. Completado con éxito el ensayo, se prosiguió aceleradamente con los trabajos requeridos para poder inaugurar el RA-3 en la fecha estipulada, el 20 de diciembre de 1967. Tras ello el RA-2 se siguió utilizando para diferentes tipos de ensayos hasta el momento del accidente.

### Características técnicas
- Año de construcción: 1965
- Inicio de actividad: julio de 1966
- Clase de reactor: instalación crítica
- Tipo de núcleo: tanque
- Potencia: 0,1 W
- Material combustible: uranio altamente enriquecido (90 %)
- Tipo de combustible: MTR (Materials Test Reactor)
- Placas combustibles por elemento: estándar = 19 / Control = 15
- Dimensión de placas: 75,5 × 1,6 × 655 mm
- Encapsulado: aleación de aluminio
- Números de barras de control: 4
- Material barras de control: cadmio y acero inoxidable
- Moderador: agua ligera
- Refrigerante: agua ligera
- Sistema refrigerante: convección natural
- Reflector: pantalla de grafito
- Espesor del reflector: 75 mm

## Evento
Para el viernes 23 de septiembre de 1983, en horas de la tarde, había sido programada una modificación en la configuración del núcleo del reactor RA-2, con el objetivo de realizar un experimento utilizando la técnica de fuente pulsada. El procedimiento requería un completo drenaje del líquido moderador antes de realizar cualquier cambio de configuración en los elementos combustibles. Sin embargo, ello se realizó sólo parcialmente, transgrediendo las normas de seguridad. En su posterior informe confidencial del accidente enviado a la Autoridad Regulatoria Nuclear (ARN) en Argentina, la CNEA aseguró que el operador era un técnico suficientemente calificado, con 14 años de experiencia, y que se encontraba solo en la sala del reactor al momento de realizar dichos cambios.
Sin embargo, la remoción parcial del agua moderadora no fue la única violación cometida a los procedimientos de seguridad. Contrariamente a las prácticas usuales, dos elementos combustibles MTR estándar se dejaron en forma transitoria cerca del reflector de grafito, pero no fueron retirados completamente del núcleo. Adicionalmente, dos elementos de control sin sus correspondientes placas de cadmio fueron insertados. La criticalidad del conjunto se disparó al intentarse introducir el segundo elemento de control mal configurado. La excursión crítica consistió en un pulso de aproximadamente 3 × 1017 fisiones, lo cual liberó una potencia del orden de los 10 MJ en forma de radiaciones ionizantes y neutrónicas. Esta liberación de energía sucedió en unos 50 a 70 milisegundos.
En dicho instante el técnico operador Osvaldo Rogulich que se encontraba sobre el tanque de la sala del reactor, recibió unos 2000 rads de radiación Gamma y 1700 rads de neutrones, lo cual le produjo la muerte dos días después. Otras 17 personas que se encontraban en la sala de control y dependencias adyacentes también sufrieron exposición a la radiación pero de menores niveles, que no resultaron letales. Los elementos combustibles no presentaron daños.
Este accidente fue clasificado como de nivel 4 en la Escala Internacional de Accidentes Nucleares (INES, por sus siglas en inglés), lo que corresponde a un evento sin riesgo para el exterior de la instalación.

## Causas
Según consta en un informe de la Comisión Reguladora Nuclear (NRC) de Estados Unidos, después del siniestro la CNEA designó una comisión interna que se abocó a investigar sus causas, la cual llegó a las siguientes conclusiones:
- El líquido moderador no fue vaciado completamente del tanque antes de que la configuración del núcleo fuese modificada.
- Dos elementos combustibles que deberían haber sido retirados completamente, se dejaron dentro del reactor en contacto con el reflector de grafito.
- La secuencia en que fueron realizados los cambios de posición en los elementos combustibles redujo la subcriticalidad del sistema.
- Dos elementos combustibles de 15 placas fueron insertados sin las correspondientes placas de control de cadmio. El segundo de esos elementos fue encontrado parcialmente insertado, lo que hace suponer que el accidente se produjo en dicho instante.
- Todas estas operaciones fueron realizadas sin la presencia de un oficial de seguridad o supervisor de operaciones.

Asimismo la comisión investigadora identificó deficiencias en el estado del equipamiento y en los procedimientos operativos, y también con respecto a la forma de obtener la autorización para realizar estas pruebas sin la supervisión de rigor. Otra de sus conclusiones fue que probablemente debido a varios años de operar el reactor sin incidentes, un exceso de confianza pudo haber influido para simplificar pasos y no tomar en cuenta factores claves de seguridad.

## Consecuencias
En un primer término excluyente, las principales y más lamentables consecuencias de este serio siniestro fueron los daños para la vida y la salud de las personas irradiadas por proximidad, resumidas en 1 caso fatal y 17 con diferente grado de exposición:
- El operador del reactor recibió una dosis letal de 2000 rads de radiación gamma y 1700 rads de neutrones (3700 rads en total), lo cual hizo imposible cualquier tipo de medida terapéutica. Tanto su sintomatología clínica como los estudios que le fueron realizados evidenciaron que la exposición de su cuerpo a las radiaciones no fue homogénea, y en la parte superior derecha de su cuerpo fue mayor. Sin embargo, aproximadamente 25 minutos después del accidente, el operador comenzó a mostrar signos y síntomas de una exposición aguda en todo su cuerpo (vómitos, dolor de cabeza intenso y diarrea). Su estado empeoró al día siguiente, agravándose su cuadro gastrointestinal. Al amanecer del domingo 25 le aparecieron los primeros desórdenes neurológicos y respiratorios, radioneumonitis en el pulmón derecho y edema en antebrazo y mano derecha. Falleció a las 16:45 del mismo día.
- Dos técnicos que se encontraban en la sala de control anexa al reactor en el momento del accidente recibieron muy altas dosis de 20 rads gamma y 15 rads de neutrones (35 rads en total). Estuvieron bajo estricta vigilancia y seguimiento médico. Se diagnosticó la ausencia de efectos no estocásticos.

- Cinco personas recibieron altas dosis de entre 7 a 10 rads gamma y 4 a 8 rads de neutrones (11 a 18 rads en total), con las mismas observaciones que para el caso de los dos técnicos mencionados.

- Una persona recibió dosis de 0,4 rad gamma y 1 rad de neutrones, sin presentar síntomas.

- Otras nueve personas fueron expuestas a dosis de radiación total menores a 1 rad, sin presentar síntomas.

Como parámetro comparativo se puede mencionar que una radiografía de tórax normal implica exponerse a 0,05 rad. Es de hacer notar que este mínimo nivel de radiación ya es de riesgo para la fisiología celular de un feto en gestación. Los síntomas o síndromes que se presentan ante la exposición a radiaciones ionizantes son variables, dependen del tiempo de exposición y la resistencia es diferente para cada individuo. En líneas generales se considera que una exposición a 100 rads puede provocar desórdenes funcionales graves en el cuerpo humano, inclusive hasta cuatro semanas después de producida.
En un segundo plano de las consecuencias resultantes del accidente también se puede mencionar la posterior decomisión y desmantelamiento del reactor de experimentación.

## Desmantelamiento
Tras producirse el fatal accidente, la instalación crítica RA-2 fue puesta fuera de servicio ese mismo mes. Entre los años 1984 y 1989 la CNEA procedió a darle curso a los trabajos de decomisionamiento, desmantelamiento y recuperación de los sectores del edificio expuestos a las radiaciones. En el año 2005 todas las dependencias afectadas se abrieron nuevamente al uso sin restricciones.
En 2007 se procedió a la exportación hacia Estados Unidos del inventario de todos los elementos combustibles gastados y sin usar en este reactor, que habían sido elaborados en aquel país con uranio altamente enriquecido (HEU 90%). El envío de estos materiales se negoció y coordinó conjuntamente con el Departamento de Energía de los Estados Unidos (US DOE), y consistía básicamente en 19 conjuntos de uranio altamente enriquecido y 91 placas de combustible curvadas, que hasta ese momento se habían mantenido en condiciones de almacenamiento seco en dependencias alejadas del edificio del reactor.

## Censura informativa
El accidente del reactor RA-2 ocurrió en los últimos días del gobierno del autodenominado Proceso de Reorganización Nacional, una dictadura militar que había tomado el poder en Argentina el 24 de marzo de 1976. En medio de la estricta política de censura informativa que padecía el país por aquel entonces, no trascendió ningún tipo de información acerca del accidente ocurrido en el Centro Atómico Constituyentes el 23 de septiembre de 1983. Por aquellos años el gobierno ilegítimo había designado de facto al contraalmirante Carlos Castro Madero — militar egresado y doctorado en el Instituto Balseiro — al frente de la estratégica Comisión Nacional de Energía Atómica, y durante su gestión fue cuando más se impulsó el desarrollo de dicho ente.
Una vez recuperada la democracia en el país tampoco tuvo trascendencia en los medios periodísticos. Diversas ONGs ambientalistas como Greenpeace, Movimiento Antinuclear del Chubut, FUNAM, Red Nacional de Acción Ecologista acusan a la CNEA de ocultar información por este y por otros casos menores.